# Jim Rowan
Jim Rowan, född 1965 i Glasgow, är en brittisk företagsledare. Den 4 januari 2022 meddelade styrelsen för Volvo Cars att Rowan tillträder som ny verkställande direktör och koncernchef efter Håkan Samuelsson den 21 mars 2022. Den 30 mars 2025 meddelade Volvo Cars styrelse att man sparkar Jim Rowan med omedelbar verkan och att han ersätts med Håkan Samuelsson.
Rowan kommer från posten som VD och styrelseledamot i Ember Technologies, som han innehaft sedan februari 2021. Han var dessförinnan VD för Dyson Group under åren 2017–2020 och som COO under åren 2012–2017. Före Dyson var han COO för Blackberry.
Rowan bedrev ingenjörsstudier vid Glasgow Caledonian University och Glasgow School of Technology. Han har dessutom en master i företagsekonomi från Northumbriauniversitet i Newcastle upon Tyne.